# Белоколодезский элеватор
Белоколодезский элеватор (укр. Білоколодязький елеватор) — предприятие пищевой промышленности в посёлке городского типа Белый Колодезь Волчанского района Харьковской области.

## История
Хлебоприёмный пункт "Заготзерно" был создан в селении в 1928 году., пострадал в 1941 - 1943 гг. в ходе боевых действий Великой Отечественной войны и во время немецкой оккупации, но 28 августа 1943 года - возобновил работу.
В соответствии с одиннадцатым пятилетним планом развития народного хозяйства СССР в 1982 году здесь был построен элеватор ёмкостью 102,2 тыс. тонн, в состав которого вошла инфраструктура хлебоприемного пункта.
После провозглашения независимости Украины элеватор перешёл в ведение министерства сельского хозяйства и продовольствия Украины.
В марте 1995 года Верховная Рада Украины внесла элеватор в перечень предприятий, приватизация которых запрещена в связи с их общегосударственным значением.
После создания в августе 1996 года государственной акционерной компании "Хлеб Украины" элеватор стал дочерним предприятием ГАК "Хлеб Украины".
2005 год элеватор завершил с прибылью 720 тыс. гривен.
После создания 11 августа 2010 года Государственной продовольственно-зерновой корпорации Украины элеватор был включён в состав предприятий ГПЗКУ.
Осенью 2015 года на элеваторе были установлены новые электронные вагонные весы.

## Современное состояние
Основными функциями предприятия являются приём, хранение и отгрузка зерновых культур (пшеницы, кукурузы и ячменя), а также семян масличных культур (подсолнечника).
Общая рабочая ёмкость элеватора составляет 104,8 тыс. тонн (в том числе элеваторная - 95,2 тыс. тонн и складская - 9,6 тыс. тонн).